# Lista celor mai mari zone metropolitane din Asia
Aceasta este o listă a zonelor metropolitane din Asia după populație, informațiile provenind de la mai multe surse. Continentul asiatic este unul dintre continentele cu cea mai rapidă creștere din lume a cărui rată de urbanizare și dezvoltare urbană este, de asemenea, în creștere. 
Capitala Japoniei, Tokyo, este cea mai mare zonă metropolitană în funcție de populație. Multe alte orașe, cum ar fi Delhi, Karachi, Mumbai, Shanghai și Bangkok sunt importante metropole.

## Clasament și surse
Populația următoarelor orașe este obținută de la cinci surse diferite: 
- The World Gazetteer
- City Population
- Demographia
- Perspectiva Organizației Națiunilor Unite asupra urbanizării globale
- National Official Estimate (NOE)

Din aceste cinci surse, cea mai mare estimare este prezentată în aldine. Orașele sunt ordonate pe baza estimării populației lor. 
Orașele sunt colorate diferit pentru a indica din care parte a continentului asiatic fac parte. Culorile sunt următoarele:
- Asia de Est
- Asia de Sud
- Asia de Sud-Est

Cu 14 orașe, Asia de Est are cel mai mare număr de orașe în această listă. Asia de Sud, care are 11 orașe, este pe locul doi, iar ultima este Asia de Sud-Est care are doar cinci orașe.
| Rang | Zonă metropolitană | Imagine | Țară             | World Gazetteer (est. 2010) | City Population (est. 2009) | Demographia (est. 2009) | ONU (est. 2007) | Date oficiale sau alte surse | An est. |
| ---- | ------------------ | ------- | ---------------- | --------------------------- | --------------------------- | ----------------------- | --------------- | ---------------------------- | ------- |
| 1    | Tokio              |         | Japonia          | 37 730 064                  | 33 800 000                  | 34 670 000              | 35 676 000      | 31 714 000                   | 2005    |
| 2    | Seul               |         | Coreea de Sud    | 22 692 652                  | 23 900 000                  | 19 660 000              | 9 796 000       | 24 472 000                   | 2007    |
| 3    | Jakarta            |         | Indonezia        | 19 231 919                  | 15 100 000                  | 23 345 000              | 9 125 000       | 23 308 500                   | 2000    |
| 4    | Delhi              |         | India            | 18 916 890                  | 22 400 000                  | 19 830 000              | 15 926 000      | 17 076 000                   | 2008    |
| 5    | Mumbai             |         | India            | 21 900 967                  | 22 300 000                  | 20 400 000              | 18 978 000      | 17 800 000                   | 2001    |
| 6    | Manila             |         | Filipine         | 20 654 307                  | 19 200 000                  | 20 075 000              | 11 100 000      | 11 553 427                   | 2007    |
| 7    | Shanghai           |         | China            | 18 572 816                  | 17 900 000                  | 14 655 000              | 14 987 000      | 16 650 000                   | 2003    |
| 8    | Osaka              |         | Japonia          | 17 409 585                  | 16 700 000                  | 17 310 000              | 11 294 000      | 16 663 000                   | 2005    |
| 9    | Calcutta           |         | India            | 15 644 040                  | 16 000                      | 15 250 000              | 14 787 000      | -                            | -       |
| 10   | Karachi            |         | Pakistan         | 13 205 339                  | 15 700 000                  | 9 665 000               | 12 130 000      | 14 800 000                   | 2006    |
| 11   | Guangzhou          |         | China            | 5 745 024                   | 15 300 000                  | 11 850 000              | 8 829 000       | -                            | -       |
| 12   | Shenzhen           |         | China            | -                           | 9 400 000                   | 14 230 000              | 7 581 000       | -                            | -       |
| 13   | Dacca              |         | Bangladesh       | 14 327 157                  | 13 100 000                  | 10 190 000              | 13 485 000      | 12 797 394                   | 2008    |
| 14   | Teheran            |         | Iran             | 13 236 489                  | 12 500 000                  | 8 110 000               | 7 873 000       | 13 422 366                   | 2006    |
| 15   | Beijing            |         | China            | 12 522 839                  | 13 200 000                  | 12 780 000              | 11 106 000      | 12 500 000                   | 2003    |
| 16   | Bangkok            |         | Thailanda        | 10 132 974                  | 8 750 000                   | 8 330 000               | 6 704 000       | 6 825 956                    | 2006    |
| 17   | Nagoya             |         | Japonia          | 8 852 544                   | 8 300 000                   | 9 285 000               | 3 230 000       | 9 046 000                    | 2005    |
| 18   | Hong Kong          |         | Hong Kong, China | 9 222 709                   | 7 200 000                   | 7 000                   | 7 206 000       | -                            | -       |
| 19   | Wuhan              |         | China            | 4 731 497                   | 9 000                       | 5 185 000               | 7 243 000       | -                            | -       |
| 20   | Taipei             |         | Taiwan           | 8 511 055                   | 6 750 000                   | 6 610 000               | -               | 6 817 681                    | 2007    |
| 21   | Lahore             |         | Pakistan         | 7 129 609                   | 8 300 000                   | 7 005 000               | 6 577 000       | 7 850 000                    | 2006    |
| 22   | Tianjin            |         | China            | 6 426 104                   | 8 200 000                   | 8 340 000               | 7 180 000       | -                            | -       |
| 23   | Chennai            |         | India            | 7 413 779                   | 8 050 000                   | 7 400 000               | 7 163 000       | -                            | -       |
| 24   | Kuala Lumpur       |         | Malaysia         | 8 063 230                   | 4 700 000                   | 5 715 000               | -               | 4 525 000                    | 2007    |
| 25   | Chongqing          |         | China            | 7 784 922                   | 6 350 000                   | 2 990 000               | 6 461 000       | -                            | -       |
| 26   | Bengaluru          |         | India            | 6 562 408                   | 7 600 000                   | 7 030 000               | 6 787 000       | -                            | -       |
| 27   | Hyderabad          |         | India            | 6 383 850                   | 7 350 000                   | 6 815 000               | 6 376 000       | -                            | -       |
| 28   | Ho Și Min          |         | Vietnam          | 5 381 158                   | 5 650 000                   | 7 005 000               | 5 314 000       | -                            | -       |
| 29   | Shenyang           |         | China            | 6 618 933                   | 5 150 000                   | 4 965 000               | 4 787 000       | -                            | -       |
| 30   | Ahmedabad          |         | India            | 5 413 622                   | 5 800 000                   | 5 265 000               | 5 375 000       | -                            | -       |